# Danh sách tập truyện Boruto – Naruto hậu sinh khả úy
Đây là một danh sách chương của bộ manga Boruto – Naruto hậu sinh khả úy. Các chương được sắp xếp theo tập với tựa đề ở bên trên và tên chương ở bên dưới. Bộ truyện được viết bởi Kodachi Ukyo (tập 1–13) và Kishimoto Masashi (tập 14–) với phần minh họa bởi Ikemoto Mikio. Các chương của bộ truyện được xuất bản trên tạp chí manga của NXB Shueisha Weekly Shōnen Jump từ số 23 ngày 9 tháng 5 năm 2016 đến số 28 ngày 10 tháng 6 năm 2019, sau đó được xuất bản trên tập chí V Jump ngày 20 tháng 7.
Tại Việt Nam, tập đầu tiên của bộ truyện được Nhà xuất bản Kim Đồng phát hành lần đầu vào ngày 18 tháng 1 năm 2021.

## Danh sách tập

### Boruto – Naruto hậu sinh khả úy
Đây là một danh sách chưa hoàn chỉnh. Bạn có thể giúp Wikipedia .
| 1. Uzumaki Boruto!! (うずまきボルト!! Uzumaki Boruto!!) 2. Shugyō Kaishi!! (修業開始!! Shugyō Kaishi!!) 3. Chūnin Shiken Kaishi!! (中忍試験開始!! Chūnin Shiken Kaishi!!) Naruto Gaiden: Michita Tsuki ga Terasu Michi (NARUTO−ナルト−外伝 ～満ちた月が照らす道～ Naruto Gaiden: Michita Tsuki ga Terasu Michi) |

| 1. Kuso Oyaji...!! (クソオヤジ...!! Kuso Oyaji...!!) 2. Momoshiki to Kinshiki!! (モモシキとキンシキ!! Momoshiki to Kinshiki!!) 3. Usuratonkachi (ウスラトンカチ Usuratonkachi) 4. Gekitotsu...!! (激突...!! Gekitotsu...!!) |

| 1. Omae ga yarunda (お前がやるんだ Omae ga yarunda) 2. Marude omae wa (まるでお前は Marude omae wa) 3. Ore no monogatari...!! (オレの物語...!! Ore no monogatari...!!) 4. Aratana ninmu!! (新たな任務!! Aratana ninmu!!) |

| 1. Tomodachi...!! (友達...!! Tomodachi...!!) 2. Kirifuda no Kachi!! (切り札の価値!! Kirifuda no Kachi!!) 3. Chīmuwāku...!! (チームワーク...!! Chīmuwāku...!!) 4. Kau kage...!! (支う影...!! Kau kage...!!) |

| 1. Utsuwa (器 Utsuwa) 2. Ao (青 Ao) 3. Te (手 Te) 4. Ningyō (人形 Ningyō) |

| 1. Kagaku Ningu (科学忍具 Kagaku Ningu) 2. Tsukaikata (使い方 Tsukaikata) 3. Gekitō Kecchaku! (激闘決着! Gekitō Kecchaku!) 4. Kāma (楔 Kāma) |

| 1. Kawaki (カワキ Kawaki) 2. Kyōmei (共鳴 Kyōmei) 3. Okurimono (贈り物 Okurimono) 4. Kōshō ketsuretsu...!! (交渉決裂...!! Kōshō ketsuretsu...!!) |

| 1. Hana (花 Hana) 2. Kage bunshin no jutsu (影分身の術 Kage bunshin no jutsu) 3. Taiji!! (対峙!! Taiji!!) 4. Bakemon...!! (怪物...!! Bakemon...!!) |

| 1. Giri (義理 Giri) 2. Genkai toppa...!! (限界突破...!! Genkai toppa...!!) 3. Shugyō!! (修業!! Shugyō!!) 4. Omae shidai (お前次第 Omae shidai) |

| 1. Kyūshū...!! (急襲...!! Kyūshū...!!) 2. Kyōtō!! (共闘!! Kyōtō!!) 3. Yabai yarō (ヤバイ野郎 Yabai yarō) 4. Shōmei (証明 Shōmei) |

| 1. Miezaru jutsu (見えざる術 Miezaru jutsu) 2. Shinsei dainanahan (新生第七班 Shinsei dainanahan) 3. Saisei (再生 Saisei) 4. " (顕現...!! Kengen...!!) |

| 1. Amado (アマド Amado) 2. Bōmei (亡命 Bōmei) 3. Shōtai (正体 Shōtai) 4. Shukumei (宿命 Shukumei) |

| 1. Taimu Rimitto...!! (タイムリミット...!! Taimu Rimitto...!!) 2. Kakugo (覚悟 Kakugo) 3. Riyō kachi (利用価値 Riyō kachi) 4. Ikenie (生贄 Ikenie) |

| 1. Barion Mōdo (重粒子モード Barion Mōdo) 2. Kore ga Genjitsu (これが現実 Kore ga Genjitsu) 3. Kyōdai (兄弟 Kyōdai) 4. Uketsugu Mono (受け継ぐもの Uketsugu Mono) |

| 1. Kōdo (コード Kōdo) 2. Eida (エイダ Eida) 3. Baka to Hasami to Kuso Yarō (馬鹿と鋏とクソ野郎 Baka to Hasami to Kuso Yarō) 4. Naito (騎士 Naito) |

| 1. Ibasho (居場所 Ibasho) 2. Kyōki (狂気 Kyōki) 3. Kaikō (邂逅 Kaikō) 4. Mondōmuyō (問答無用 Mondōmuyō) |

| 1. Kontorōru (支配 Kontorōru) 2. Chikara (楔 Chikara) 3. Yaru ka Yarareru ka (ヤるかヤラレるか Yaru ka Yarareru ka) 4. Kiretsu (亀裂 Kiretsu) |

| 1. Ato (痕 Ato) 2. Toriko (虜 Toriko) 3. Kokoro no Soko Kara (心の底から Kokoro no Soko Kara) 4. Jamamono (邪魔者 Jamamono) |

| 1. Chīsakute, Benri (小さくて、便利 Chīsakute, Benri) 2. Tokubetsu na Ninmu (特別な任務 Tokubetsu na Ninmu) 3. Senrei (洗礼 Senrei) 4. Kami no Ryōiki (神の領域 Kami no Ryōiki) |

| 1. Joshi no Seiiki (女子の聖域 Joshi no Seiiki) 2. Semaru Toki (迫る時 Semaru Toki) 3. Ōbaka Yarō (大馬鹿野郎 Ōbaka Yarō) 4. Zennō (全能 Zennō) 5. Tōchan nara...!! (父ちゃんなら...!! Tōchan nara...!!) |

### Boruto: Hai cơn lốc màu xanh
Đây là một danh sách chưa hoàn chỉnh. Bạn có thể giúp Wikipedia .
| 1. Boruto (ボルト Boruto) 2. Tree (木 Ki) 3. Uzuhiko (渦彦 Uzuhiko) 4. The Awakening (覚醒 Kakusei) |

| 1. Target (目標 Tāgetto) 2. Three Years (3年 3-Nen) 3. The Whereabouts of the Sun (太陽の行方 Taiyō no yukue) 4. It Doesn't Matter (どうでもいい話 Dō demo ī hanashi) |

| 1. Nine Tails (九尾 Kyūbi) 2. Kernel (因子) 3. True Power (本気 Honki) 4. Thorn Soul Bulb (棘魂 Togedama) |

| 1. "Tiên tri" (十方 Jippō) 2. "Nhiệm vụ" (務め Tsutome) 3. "Một cuộc sống sôi động" (張りのある人生 Hari no aru jinsei) 4. "Sự kỳ dị của số phận" (運命の特異点 Unmei no Tokuiten) |

| 1. "Đàn con thú hoang dã" (猛獣の子供 Mōjū no Kodomo) 2. "Chỉ Lảm nhảm trong lúc ngủ" (寝言は寝て言え Negoto wa Neteie) 3. "Konohamaru-chan" (木ノ葉丸ちゃん) 4. "Vì tình yêu" (愛ゆえに Ai Yueni) |

### Danh sách các chương truyện chưa đóng thành tập tankōbon
Những chương dưới đây chưa được đóng thành tập tankōbon.
1. "Mangekyou Sharingan" (万華鏡写輪眼 Mangekyo Sharingan?)
2. "Jura" (ジュラ?)
3. "Tsuwamono" (強者?)
4. "Uzumaki Kawaki" (うずまきカワキ?)